# Mills River
Mills River è un comune degli Stati Uniti d'America, situato in Carolina del Nord, nella contea di Henderson. Secondo il censimento del 2020 gli abitanti di Mills River ammontavano a 7 078.
Prima della colonizzazione europea la zona intorno Mills River era parte di un insediamento Cherokee.
La Mills River Chapel di Mills River nel 1988 è stata inserita nel National Register of Historic Places.